# Sukjong de Joseon
Sukjong  de Joseon (n. 15 august 1661, Seul, Dinastia Joseon – d. 8 iunie 1720, Gyeonghuigung⁠(d), Coreea de Sud) a fost al 19-lea rege al Dinastiei Joseon, conducând Coreea din 1674 până la 1720. Fiind descris ca un politician abil, el a realizat multiple schimbări al alianțelor în timpul domniei sale, migrând intre partidele politice din sudul, vestul, estul și nordul peninsulei coreene. 

## Familie
- Regina Ingyeong, din clanul Gwangsan Kim  (인경왕후 김씨; 25 Octombrie 1661 – 16 Decembrie 1680)
  - Prima fiică ( 1677— 1678)
  - A doua fiică (1679 – 1679)
  - Avort Spontan (1680)
- Queen Inhyeon, din clanul Yeoheung Min (인현왕후 민씨; 15 Mai 1667 – 16 Septembrie 1701)
- Queen Inwon, din clanul Gyeongju Kim (인원왕후 김씨; 3 Noiembrie 1687 – 13 Mai 1757)
- Nobila Consoartă Regală Hui, din clanul Indong Jang clan (희빈 장씨; 3 Noiembrie 1659 – 9 Noiembrie 1701)
  - Yi Yun, Prințul Moștenitor (왕세자 이윤; 20 Noiembrie 1688 – 11 Octombrie 1724), primul fiu
  - Prințul Seongsu (1690 – 1690), al doilea fiu
- Nobila Consoartă Regală Suk, din clanul Haeju Choi (숙빈 최씨; 17 Decembrie 1670 – 9 Aprilie 1718)
  - Prințul Yeongsu (영수군; 1693–1693), al treilea fiu
  - Yi Geum, Prințul Yeoning (연잉군 이금; 31 Octombrie 1694 – 22 Aprilie 1776), al patrulea fiu
  - Al cincilea fiu (1698 – 1698)
- Nobila Consoartă Regală Myeong, din clanul Miryang Park (명빈 박씨, d. 1704)
  - Yi Hwon, Prințul Yeollyeong (연령군 이훤; 13 Iunie 1699 – 2 Octombrie 1719), al șaselea fiu
- Nobila Consoartă Regală Yeong, din clanul Andong Kim (영빈 김씨; 1669–1735)
- Consoarta Regală din clanul Geyongju Kim (귀인 김씨; 1690–1735)